# Circondario di Orvieto
Il circondario di Orvieto era uno dei circondari in cui era suddivisa la provincia di Perugia.

## Storia
Con l'Unità d'Italia (1861) la suddivisione in province e circondari stabilita dal Decreto Rattazzi fu estesa all'intera Penisola. Il circondario di Orvieto fu creato come suddivisione della provincia di Perugia.
Il circondario di Orvieto fu abolito, come tutti i circondari italiani, nel 1927, nell'ambito della riorganizzazione della struttura statale voluta dal regime fascista; il territorio circondariale venne incluso quasi interamente nella nuova provincia di Terni (esclusi i comuni di Città della Pieve, Paciano e Piegaro, rimasti in provincia di Perugia).

## Suddivisione
Nel 1863, la composizione del circondario era la seguente:
- mandamento I di Città della Pieve
  - comuni di Città della Pieve; Paciano; Piegaro
- mandamento II di Ficulle
  - comuni di Allerona; Carnaiola; Fabbro; Ficulle; Monte Gabbione; Monte Giove; Monte Leone d'Orvieto; Parrano
- mandamento III di Orvieto
  - comuni di Baschi; Castel Giorgio; Castel Viscardo; Monte Rubiaglio; Orvieto; Porano; San Venanzo; San Vito in Monte